# Athyrma mutilata
Athyrma mutilata är en fjärilsart som beskrevs av Berg 1966. Athyrma mutilata ingår i släktet Athyrma och familjen nattflyn. Inga underarter finns listade i Catalogue of Life.